# Furfurylalkohol
Furfurylalkohol ist eine chemische Verbindung aus der Gruppe der Alkohole und substituierten Sauerstoffheterocyclen. Sie leitet sich vom Furan ab und unterscheidet sich von diesem durch eine zusätzliche Hydroxymethylgruppe.

## Vorkommen

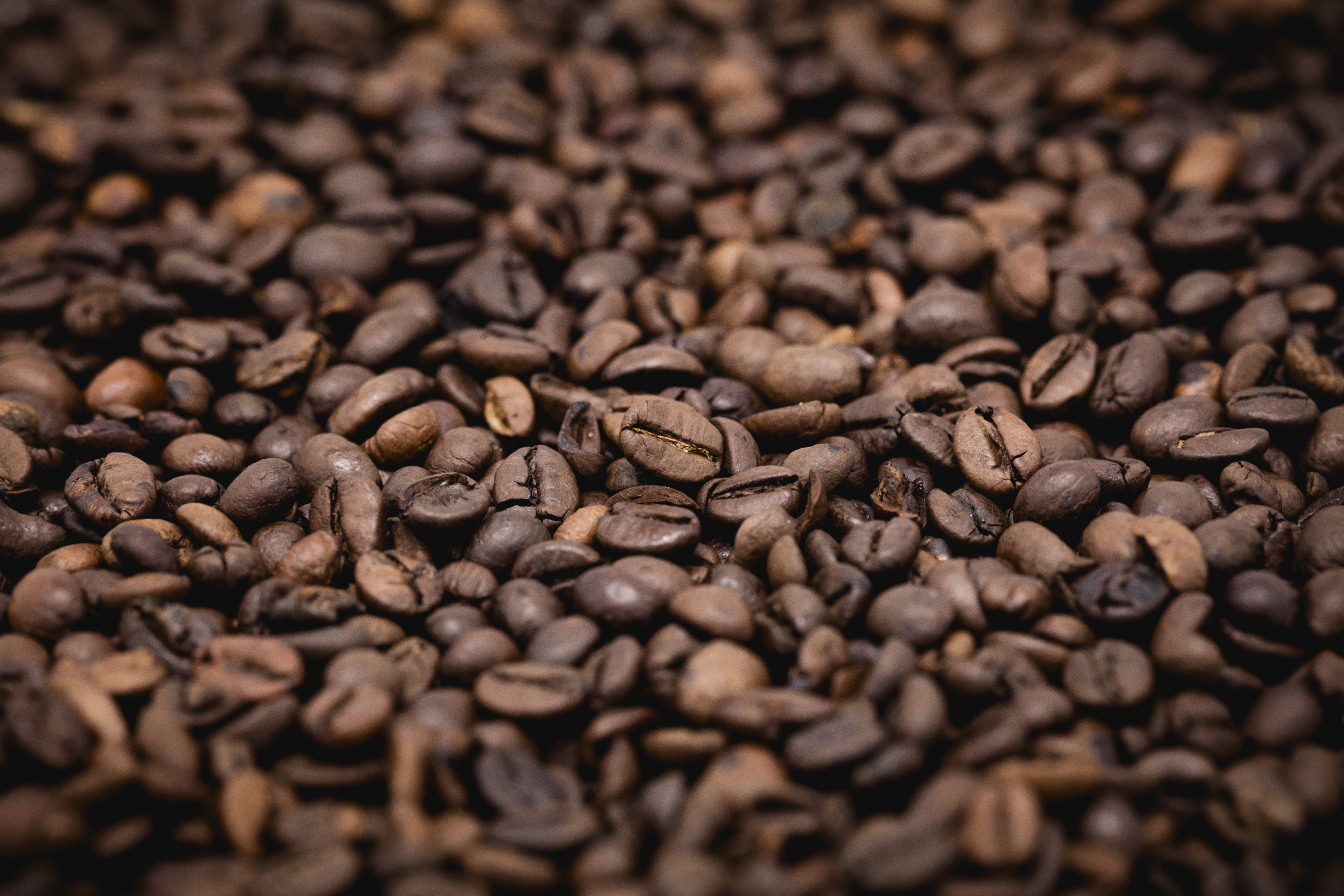
Geröstete Kaffeebohnen

Natürlich kommt Furfurylalkohol unter anderem in der Gemeinen Schafgarbe, in Teeblättern, in den Wurzeln von Echtem Süßholz, im Holz des Zedrachbaums, in Sesam und den Blüten und Früchten des Gewürznelkenbaums vor. Auch zum Geruch von geröstetem Kaffee trägt es bei.

## Gewinnung und Darstellung

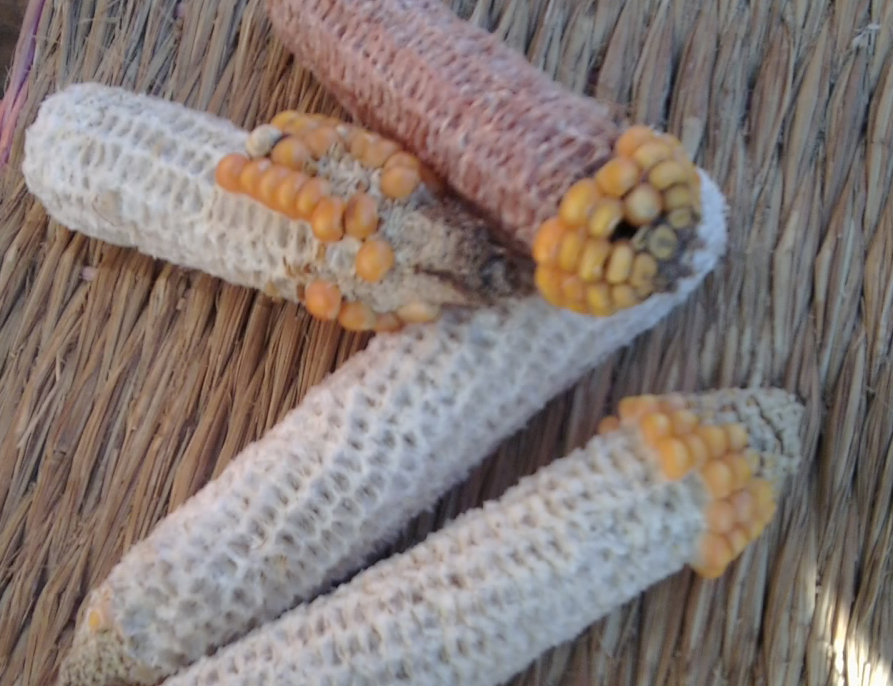
Maisspindeln – Rohstoff zur Herstellung von Furfurylalkohol

Industriell wird Furfurylalkohol durch katalytische Reduktion aus Furfural gewonnen.
Da Furfural aus hemicellulosereichen landwirtschaftlichen Reststoffen, wie etwa  Maisspindeln (englisch corn cob) oder Bagasse, gewonnen wird, wird auch Furfurylalkohol vollständig aus nachwachsenden Rohstoffen hergestellt. Es kann also vollständig aus nachwachsenden Rohstoffen hergestellt werden.
Furfurylalkohol kann auch mittels einer Cannizzaro-Reaktion durch Disproportionierung von Furfural hergestellt werden, wobei auch 2-Furancarbonsäure entsteht.

## Eigenschaften

Mesomeriestabilisiertes Carbeniumion, das als reaktive Zwischenstufe bei der Kondensation auftritt

### Physikalische Eigenschaften
Furfurylalkohol ist eine farblose bis klar-gelbe Flüssigkeit mit schwach stechendem Geruch. Bei einem Kontakt mit Luft oder Licht verfärbt sich die Verbindung braun bis rotbraun.  Sie ist gut löslich in vielen organischen Lösungsmitteln (z. B. Ethanol, Diethylether), löslich in Chloroform.

### Chemische Eigenschaften
Die Verbindung ist vielfältig reaktionsfähig. Im sauren Medium können mesomeriestabilisierte Carbeniumionen gebildet werden. Diese sind Ausgangspunkt für Kondensationsreaktionen, bei denen unterschiedlich verknüpfte und unterschiedlich lange lineare Oligomere entstehen (Furanharze). Überwiegend sind die Furanringe über Methylengruppen (–CH2–) verknüpft, daneben gibt es allerdings auch Verknüpfungen über Dimethylenethergruppen (–CH2–O–CH2–). Besonders unter stark sauren Bedingungen wird aus diesen jedoch Formaldehyd abgespalten und es entstehen wiederum Methylengruppen.

### Sicherheitstechnische Kenngrößen
Furfurylalkohol bildet bei erhöhter Temperatur entzündliche Dampf-Luft-Gemische. Die Verbindung hat einen Flammpunkt bei 75 °C. Der Explosionsbereich liegt zwischen 1,8 Vol.‑% (70 g/m3) als untere Explosionsgrenze (UEG) und 16,3 Vol.‑% (670 g/m3) als obere Explosionsgrenze (OEG). Der eine untere Explosionspunkt beträgt 70 °C. Die Grenzspaltweite wurde mit 0,8 mm bestimmt. Es resultiert damit eine Zuordnung in die Explosionsgruppe IIB. Die Zündtemperatur beträgt 390 °C. Der Stoff fällt somit in die Temperaturklasse T2.

## Verwendung

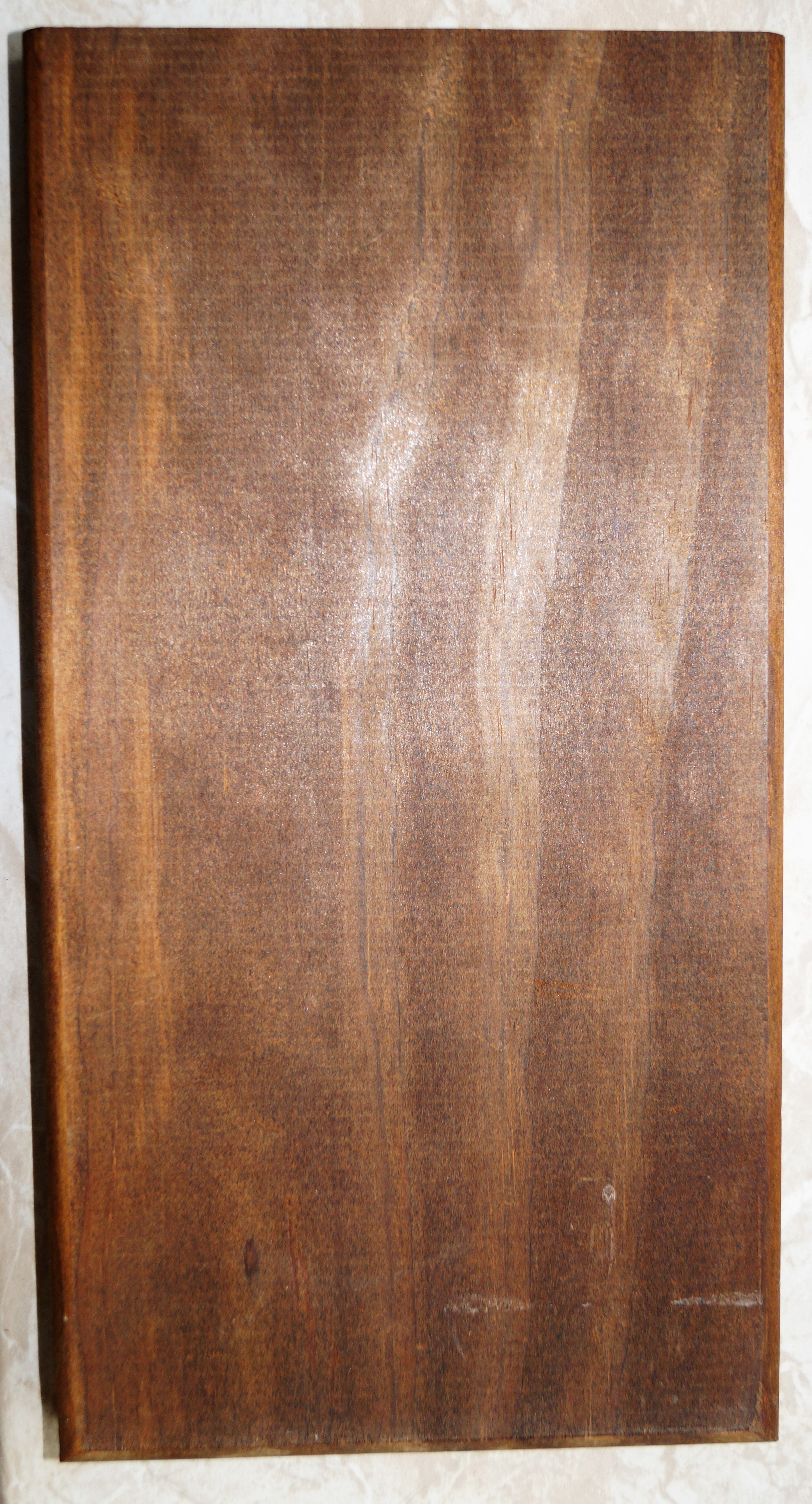
Furfuryliertes Holz

Furfurylalkohol wird hauptsächlich zur Herstellung von Furanharzen genutzt, welche vielfältige Anwendungsmöglichkeiten haben. Weiterhin dient es als Lösungsmittel und Reaktivverdünner in anderen Harzen und wird in Netzmitteln genutzt. Neuerdings wird es auch in der chemischen Holzmodifikation bei der Herstellung von furfuryliertem Holz verwendet.

## Risikobewertung
Die Internationale Agentur für Krebsforschung (IARC) stufte Furfurylalkohol im Jahr 2017 als möglicherweise krebserzeugend ein.
Furfurylalkohol wurde 2012 von der EU gemäß der Verordnung (EG) Nr. 1907/2006 (REACH) im Rahmen der Stoffbewertung in den fortlaufenden Aktionsplan der Gemeinschaft (CoRAP) aufgenommen. Hierbei werden die Auswirkungen des Stoffs auf die menschliche Gesundheit bzw. die Umwelt neu bewertet und ggf. Folgemaßnahmen eingeleitet. Ursächlich für die Aufnahme von Furfurylalkohol war die Besorgnis bezüglich der Einstufung als CMR-Stoff, Verbraucherverwendung, Umweltexposition, Exposition von Arbeitnehmern, hoher (aggregierter) Tonnage und weit verbreiteter Verwendung. Die Neubewertung fand ab 2013 statt und wurde von Polen durchgeführt. Anschließend wurde ein Abschlussbericht veröffentlicht.